# Yanqing
Yanqing is een stad en een arrondissement in het noorden van de hoofdstedelijke provincie Beijing. Bij de volkstelling van 2020 had Yanqing 345.671 inwoners.
Yanqing ligt in een berggebied en is een populair ski-resort. Tijdens de Olympische Winterspelen van 2022 werden het alpineskiën, bobsleeën, rodelen en skeleton in Yanqing georganiseerd. De stad was ook gastheer van de Expo 2019. 
Bij de stad ligt tevens het drukst bezochte deel van de Chinese Muur.